# Río Blanco (Arkansas)
El río Blanco (en inglés: White River) es un río del centro-sur de Estados Unidos que fluye en dirección norte-sureste por los estados de Arkansas y Misuri hasta desaguar en el río Misisipi. Se origina en los montes Boston, al noroeste de Arkansas, fluyendo al norte dentro de la parte meridional de Misuri y virando después al sureste para reingresar en Arkansas.
Continúa hacia el sur para unirse al río Misisipi. Tiene 1162 km de longitud.

## Galería

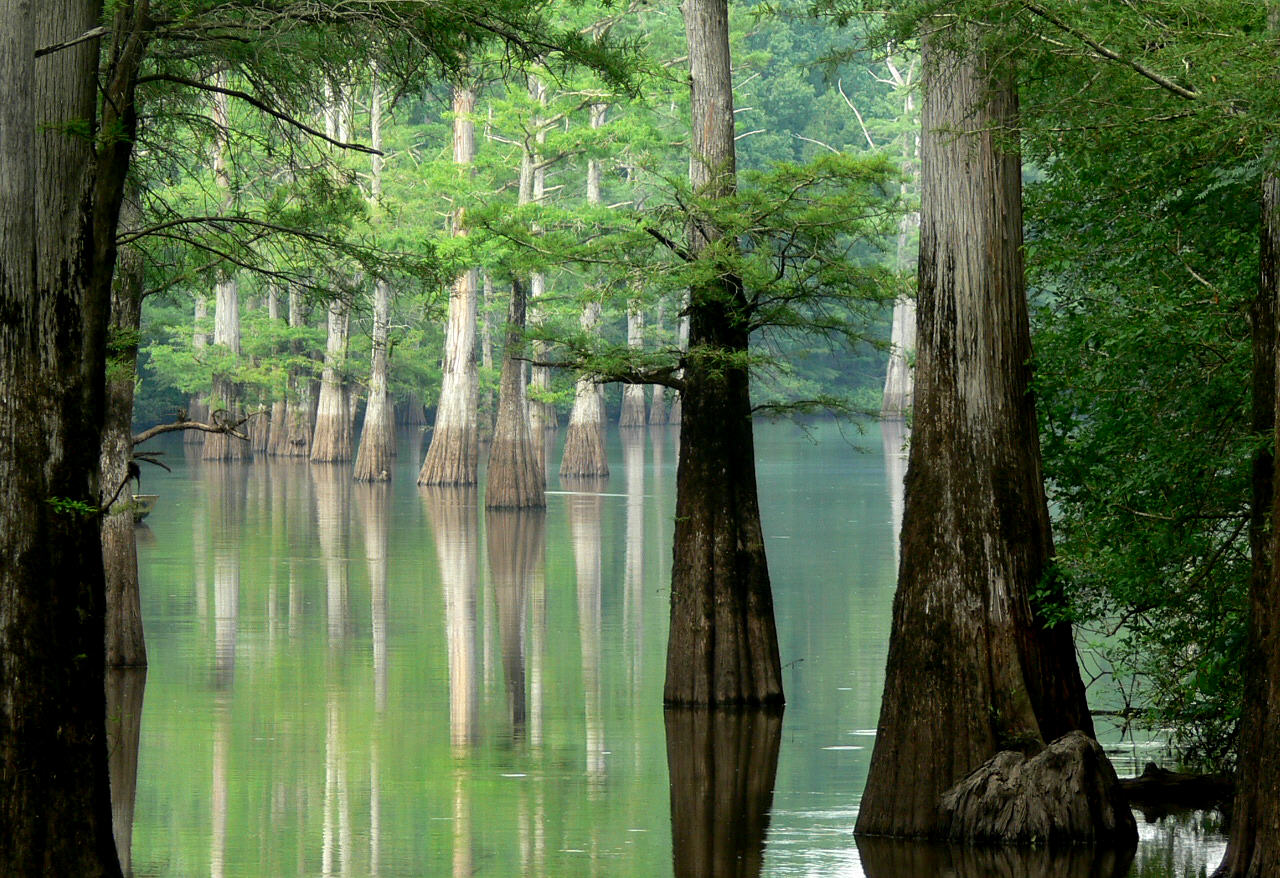
El río Blanco en el este de Arkansas
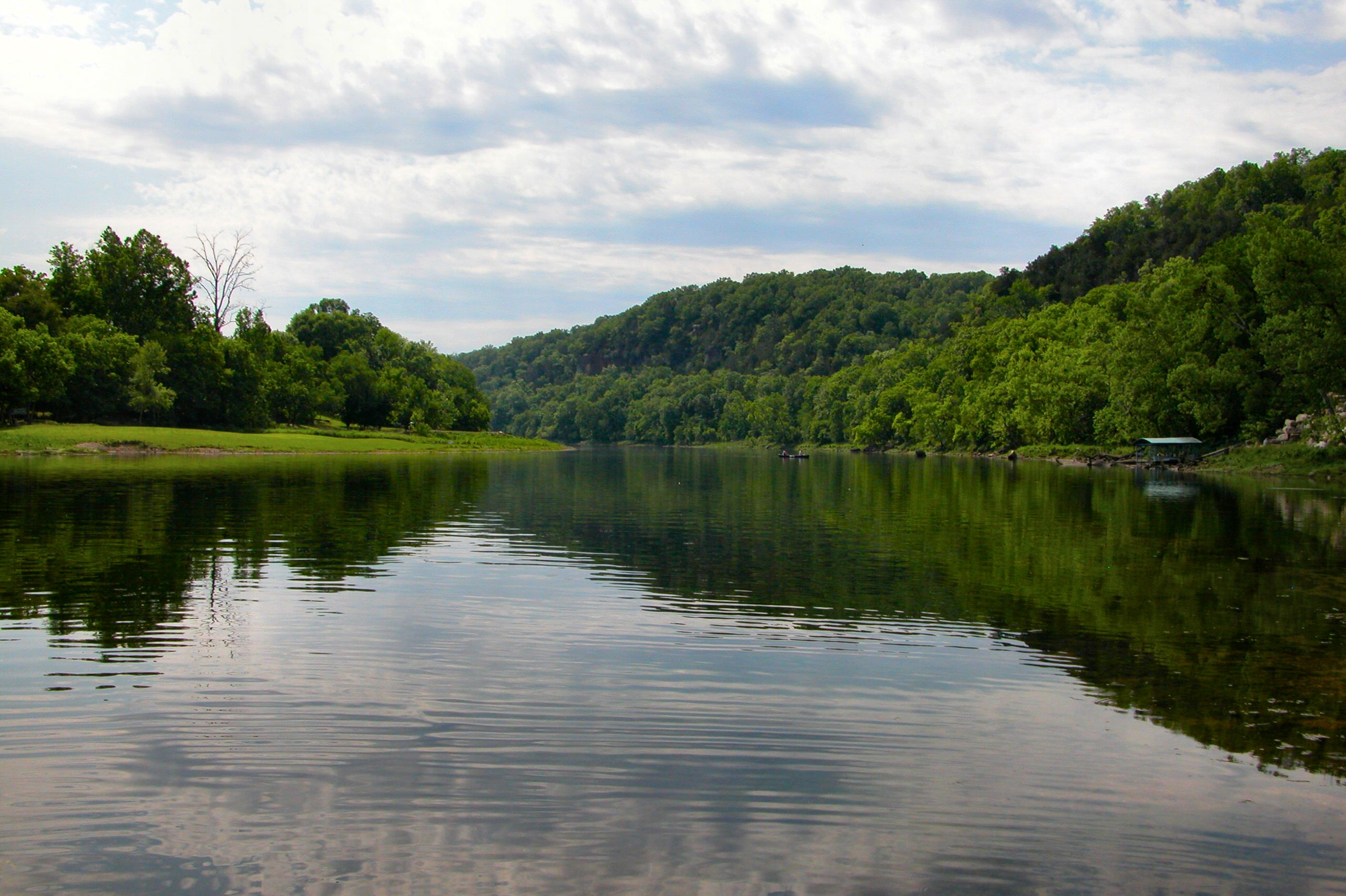
El río Blanco cerca de Flippin (Arkansas)